# 猴免疫缺陷病毒
猴免疫缺陷病毒（英語：Simian immunodeficiency virus，简称SIV），也称为非洲绿猴病毒（英語：African Green Monkey virus），是一种可影响至少33种非洲灵长目的逆转录病毒。在对比奥科岛（于大约11,000年前因海平面上升而从大陆隔离出来的一座岛屿）的四种猴中所发现的病毒株进行分析后，科学家得出结论，称SIV在猴和猿中至少已存在了32,000年，且实际存在时间可能比这长得多。
这些灵长目动物中的两个物种中存在的病毒株，即白顶白眉猴体内的SIVsmm和黑猩猩体内的SIVcpz，被认为已跨越了种间屏障而进入人体，并最终成为了HIV的两个亚型，即HIV-2和HIV-1。HIV-1转移到人体最可能的路径之一是人类与黑猩猩（在非洲常作为“丛林肉”的来源而被捕猎）血液的接触。
不同于HIV-1和HIV-2对人体的感染，SIV对其天然宿主的感染在很多情况下不具有致病性。对白顶白眉猴的广泛研究已经证实，即使SIVsmm病毒感染了这种动物且循环病毒量很高，也不会使它们染上任何疾病。然而，如果该病毒感染了亚洲或印度普通猕猴，则将会在感染后期发展成猴艾滋病（SAIDS）。最近的一项研究显示，若野生黑猩猩感染了SIVcpz病毒，则也会像被HIV-1所感染的人一样，患上一种类似于艾滋病的疾病。

## 历史
饲养的猴类的类似于人艾滋病的免疫缺陷病在1983年起就已被美国报道。研究人员最初于1985年将SIV从这些患有猴艾滋病的其中一些饲养普通猕猴体内分离出来。SIV是在HIV-1被确认为艾滋病的病原体后不久发现的，它的发现还引出后来西非HIV-2株的发现。HIV-2更类似于当时发现的SIV株而不是HIV-1，首次给了研究人员HIV可能来自于猿猴的暗示。进一步的研究则指示了HIV-2是派生自于白顶白眉猴体内发现的SIVsmm株，而HIV-1这种在人体内发现的占优势的病毒，则派生自感染黑猩猩的SIV株（SIVcpz）。

## 病毒嗜性
SIV和有关的逆转录病毒在物种特异性方面的不同可能通过蛋白质TRIM5α在人和非人灵长类物种中的不同变体得到部分解释。这种细胞内蛋白识别不同逆转录病毒的衣壳且阻断它们的繁殖。其它蛋白质如APOBEC3G/3F可能对限制跨物种传输也有重要作用。

## 研究
科学家为了研究SIV与HIV，创造了一种结合了部分HIV和SIV基因组的病毒——SHIV。
美國阿拉巴马大学伯明翰分校的Beatrice Hahn带领的一个研究者团队发现在野外黑猩猩确实会由于猴艾滋病而死，且艾滋病在非洲的爆发导致了黑猩猩种群数量的下降。在检测野生黑猩猩后，研究者发现类似晚期人艾滋病患者的器官及组织损坏。受感染的黑猩猩有比未被感染的高10至16倍的死亡风险；被感染的雌性的生育力下降，还可能将病毒传给它们的幼儿，这些幼儿死亡率也比未受感染的雌性幼儿高。
SIV的ICTVdB编码是61.0.6.5.003。
在2010年，研究者报道SIV已感染了比奥科岛的猴至少32,000年，而先前曾以为SIV对猴的感染只是在过去的几百年之中发生的。科学家估计，人可能需要一段与非洲猴适应SIV而不受任何感染之伤害的过程所经历的相似长度的时间，才能以其方式天然适应HIV感染。
在2012年，研究者报道了猕猴受到的具有中和抗性（Neutralization-resistant）的SIV株的初始感染可以通过使用一种专一包括Env蛋白抗原的抗SIVSME543疫苗而部分预防。

## 注解
1. ↑  “中和抗性”指的是由于代偿性突变而不能被天然的免疫应答所中和的病毒株。